# Norges Bank (Bergen)

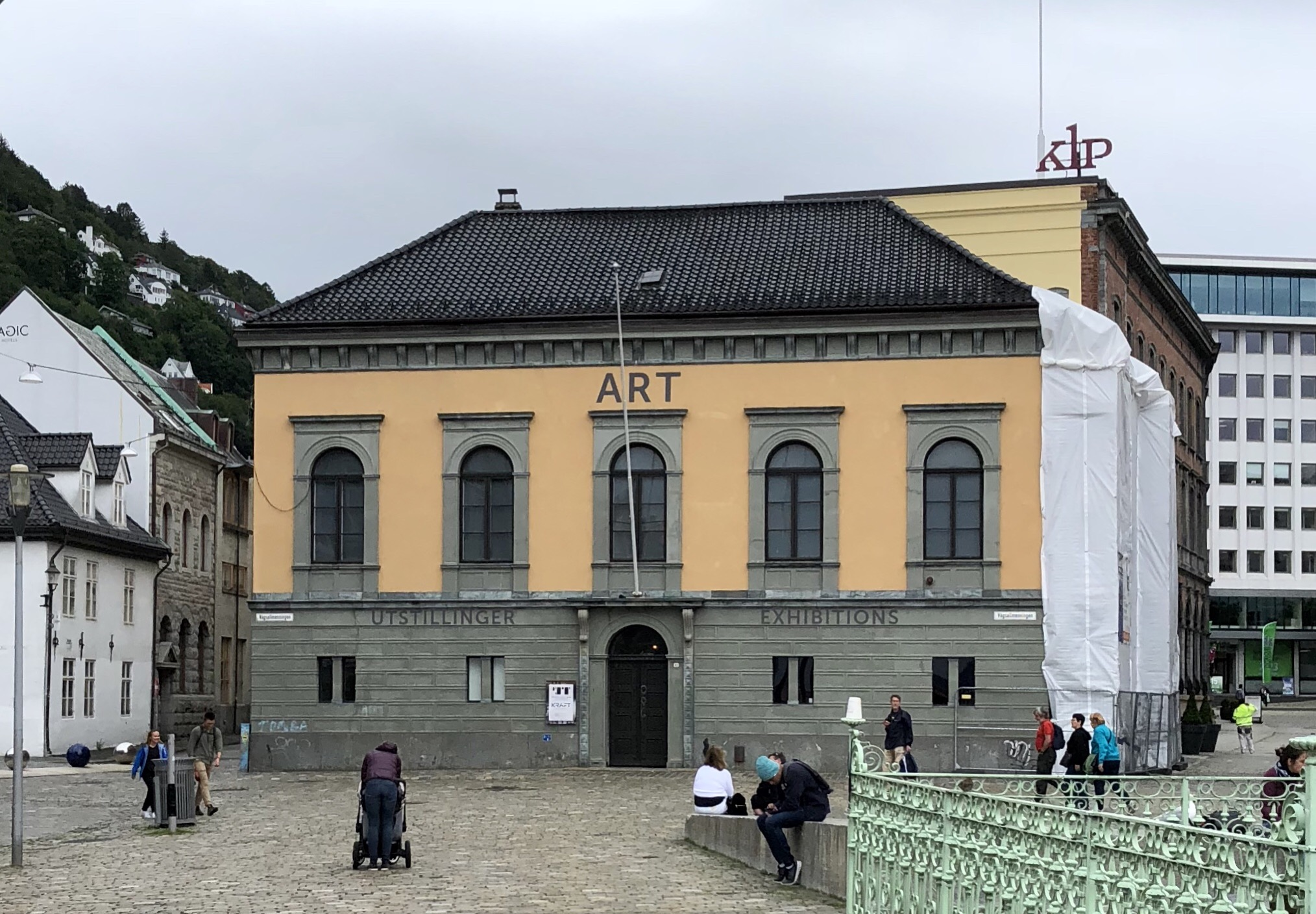
Ehemalige Norges Bank in Bergen, 2019

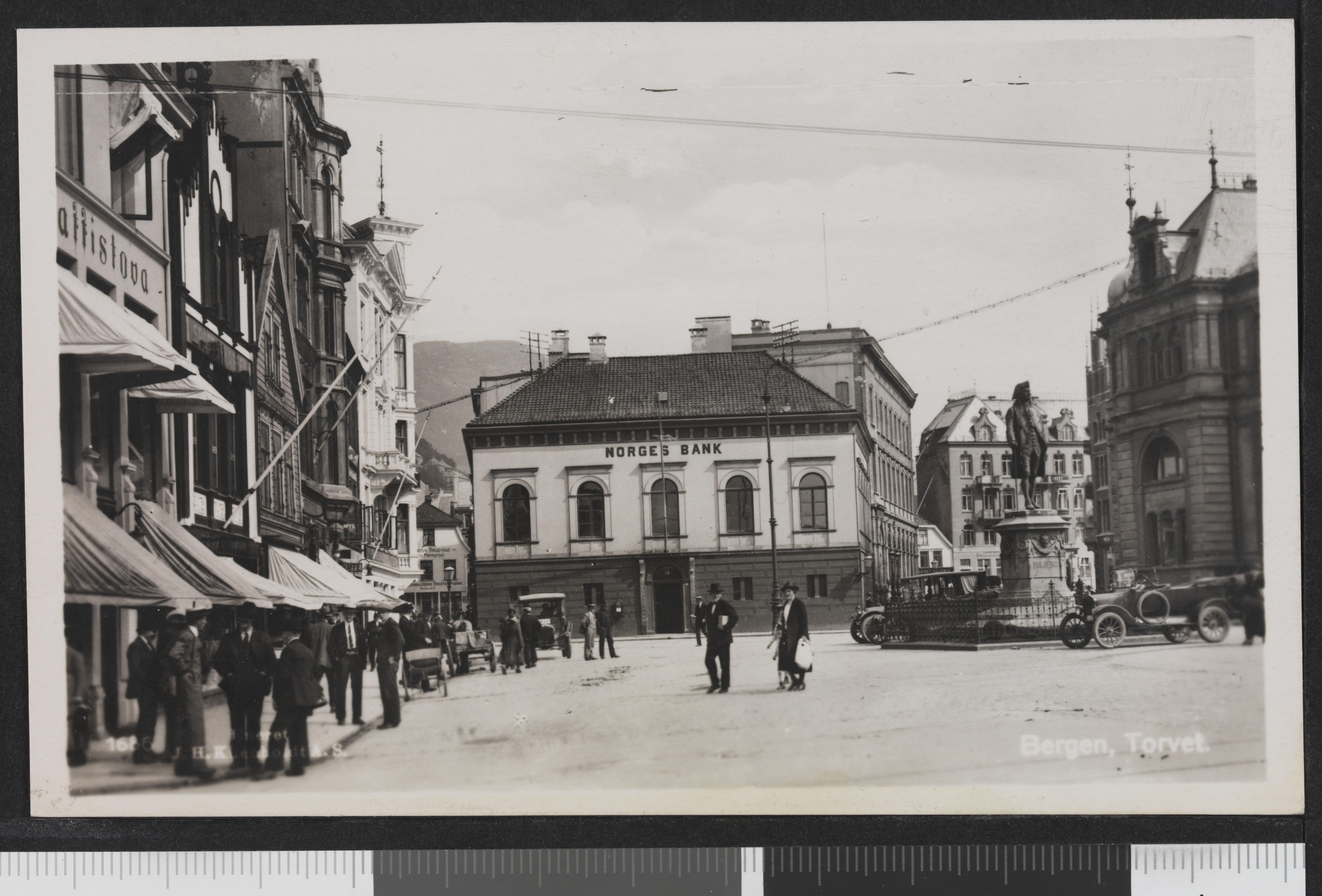
Historische Aufnahme

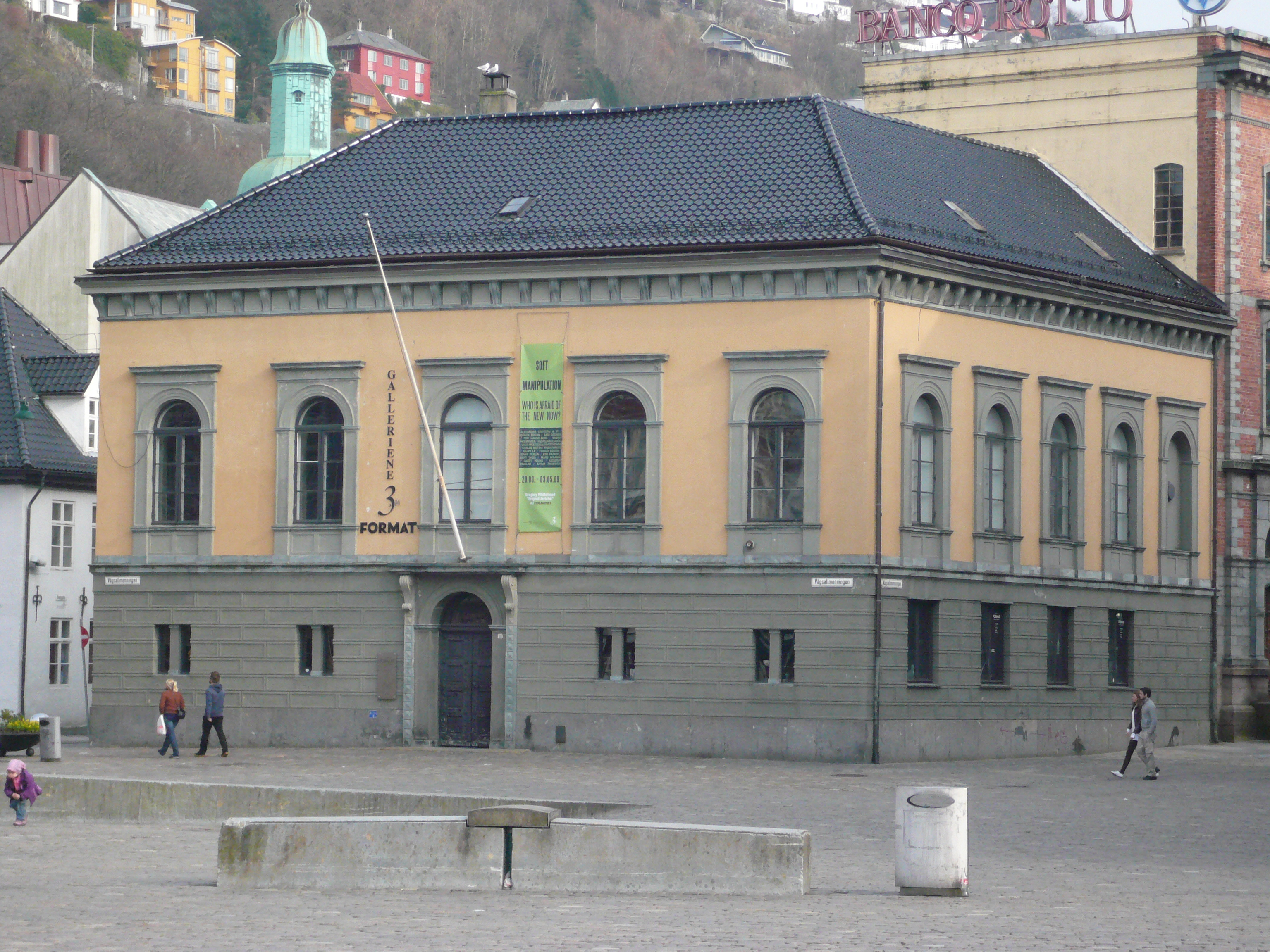
2009

Norges Bank ist ein denkmalgeschütztes ehemaliges Bankgebäude in der norwegischen Stadt Bergen. Es wird heute für Ausstellungen genutzt.

## Lage
Es befindet sich in der Innenstadt von Bergen, nahe dem Hafen der Stadt am östlichen Ende des Platzes Vågsallmenningen, an der Adresse Vågsallmenningen 12. Nördlich des Hauses verläuft die Straße Bankgaten.

## Architektur und Geschichte
Die norwegische Nationalbank Norges Bank hatte schon 1816, im Jahr ihrer Gründung, eine Niederlassung im damaligen Bergenhus gegründet. Leiter wurde Frederik Meltzer, der die Funktion bis zu seinem Tod 1855 ausübte. 1819 und 1828 erwarb die Bank zwei Häuser auf dem heutigen Grundstück, die von ihr für den Geschäftsbetrieb genutzt wurden. Von 1842 bis 1844 wurde dann das erhaltene zweigeschossige verputzte Gebäude von Stadtbaumeister Ole Peter Riis Høegh errichtet. Es wurde aus Backsteinen im Stil der Neorenaissance in Anlehnung an die italienisch-ungarische Renaissance gebaut. Pläne zu einer Erweiterung des Gebäudes aus dem Jahr 1926 wurden auf Anraten eines Komitees mit dem Architekten Finn Berner verworfen, um das Haus in seinem ursprünglichen Zustand zu erhalten. Es folgten dann nur kleinere Umbauarbeiten vor allem im Inneren in den Jahren 1939, 1954 und 1967. Von 1953 bis 1956 gehörte der norwegische Politiker Nils Lavik zur Geschäftsleitung der Niederlassung.
Die Nutzung des Gebäudes als Filiale der Norges Bank dauerte bis 1986 an. 1990 erwarb die Stadt Bergen das Haus. Ab 1997 erfolgte eine Nutzung durch die Galerie Format, die 2013 in das Zentrum für zeitgenössisches Kunsthandwerk KRAFT, umgewandelt wurde und das unter anderem Ausstellungen von Werken norwegischer und internationaler Künstler zeigt.